# 杭州 (古代)
杭州，隋朝时设置的州。
隋灭南陈后，始置杭州。治所在钱唐县（唐朝之后改为钱塘县，今浙江省杭州市），今浙江省杭州市由此得名。
辖区在今浙江省桐溪、富春江以北和天目山东南，还有杭州湾北岸的海宁市。唐朝开始为大州，丝织业发达。唐朝末年，藩镇割据，最终为钱镠所占。五代十国时，为吴越国辖州，同时吴越国建都杭州，称西府，根据出土墓志吴越后期称杭州为钱唐府。北宋统一吴越后，仍称杭州。宋朝在杭州设市舶司。宋高宗建炎三年（1129年），杭州为行在，改为临安府。元朝改为杭州路。明朝为杭州府。1912年废府为杭县，1927年为杭州市。
| 唐朝杭州辖县 | 唐朝杭州辖县                                                                         |
| ------------ | ------------------------------------------------------------------------------------ |
| 618年        | 钱唐县、富阳县、于潜县、余杭县、盐官县、武康县                                       |
| 620年        | 钱唐县、富阳县、于潜县、余杭县（盐官县、武康县改属武州）                             |
| 621年        | 钱唐县（改为钱塘县）、富阳县、于潜县、余杭县（新设新城县）                           |
| 624年        | 钱塘县、富阳县、余杭县（于潜县改属潜州，废除新城县）                                 |
| 625年        | 钱塘县、富阳县、余杭县（于潜县来属）                                                 |
| 630年        | 钱塘县、富阳县、余杭县、于潜县（重设盐官县）                                         |
| 632年        | 钱塘县、富阳县、余杭县、于潜县、盐官县                                               |
| 682年        | 钱塘县、富阳县、余杭县、于潜县、盐官县（新设新城县）                                 |
| 686年        | 钱塘县、富阳县、余杭县、于潜县、盐官县、新城县（新设紫溪县）                         |
| 688年        | 钱塘县、富阳县、余杭县、于潜县、盐官县、新城县、紫溪县（新设临安县）                 |
| 696年        | 钱塘县、富阳县、余杭县、于潜县、盐官县、新城县、紫溪县、临安县（新设武隆县）         |
| 698年        | 钱塘县、富阳县、余杭县、于潜县、盐官县、新城县、紫溪县、临安县、武隆县（改为武崇县） |
| 700年        | 钱塘县、富阳县、余杭县、于潜县、盐官县、新城县、紫溪县、临安县（废除武崇县）         |
| 704年        | 钱塘县、富阳县、余杭县、于潜县、盐官县、新城县、紫溪县、临安县（重设武崇县）         |
| 705年        | 钱塘县、富阳县、余杭县、于潜县、盐官县、新城县、紫溪县、临安县、武崇县（改为唐山县） |
| 767年        | 钱塘县、富阳县、余杭县、于潜县、盐官县、新城县、临安县（废除唐山县、紫溪县）         |
| 821年        | 钱塘县、富阳县、余杭县、于潜县、盐官县、新城县、临安县（重设唐山县）                 |
| 900年        | 钱塘县、富阳县、余杭县、于潜县、盐官县、新城县、临安县、唐山县（桐庐县来属）         |

## 刺史
唐朝杭州刺史
- 双士洛（武德初年）
- 杨行矩（武德年间）
- 史令卿（武德年间）
- 独孤义顺（武德年间）
- 李弘节（贞观初年）
- 张祖政（贞观前期）
- 潘求仁（640年）
- 薛万彻（644年）
- 柳楚贤（贞观年间）
- 元神威（贞观年间）
- 姜絪（653年—655年）
- 魏玄同（唐高宗时）
- 崔元奖（694年）
- 李自挹（武周时）
- 李处一（武周时）
- 邓温（武周时）
- 苏某（武周时）
- 宋璟（唐中宗时）
- 裴惓（唐中宗、唐睿宗时）
- 刘幽求（714年—715年）
- 薛莹（715年）
- 萧德绪（开元初年）
- 陆彦恭（开元前期）
- 皇甫忠（722年）
- 韦凑（722年—723年）
- 袁仁敬（725年）
- 杜元志（开元年间）
- 卢成务（开元年间）
- 张㝏（开元年间）
- 崔恂（开元年间）
- 李升期（开元年间）
- 崔希逸（开元年间）
- 李良（开元年间）
- 宋楚璧（开元年间）
- 王悌（开元年间）
- 李构（开元年间）
- 余杭郡太守（742年—757年）
- 杨慧（759年）
- 侯令仪（759年—760年）
- 李某（上元年间）
- 贺若察（763年—765年）
- 卢幼平（765年）
- 张伯仪（765年—767年）
- 刘暹（大历前期）
- 相里造（772年之前）
- 杜济（773年—777年）
- 元全柔（780年—781年）
- 李泌（781年—784年）
- 殷亮（贞元初年）
- 房孺复（788年—789年）
- 王颜（790年—792年）
- 邵（792年）
- 李锜（794年—797年）
- 贾全（797年—798年）
- 苏弁（803年）
- 韩皋（805年）
- 张纲（805年）
- 杜陟（807年）
- 裴常棣（809年）
- 陆则（元和年间）
- 杜信（元和年间）
- 封亮（元和年间）
- 卢元辅（813年—815年）
- 严休复（817年）
- 元藇（820年）
- 白居易（822年—824年）
- 李幼公（宝历年间）
- 崔鄯（大和初年）
- 路异（大和年间）
- 裴弘泰（834年）
- 姚合（835年）
- 崔某（开成初年）
- 李宗闵（838年—839年）
- 徐元弼（839年）
- 裴夷直（840年—841年）
- 李中敏（会昌初年）
- 李播（845年）
- 萧某（会昌、大中年间）
- 杜胜（849年—850年）
- 刘彦（852年）
- 李远（858年）
- 杜子迁（大中年间）
- 崔涓（大中末年）
- 德晦（大中、咸通年间）
- 李某（咸通初年）
- 崔彦曾（861年）
- 裴珏（咸通年间）
- 卢浔（咸通年间）
- 令狐纁（咸通、乾符年间）
- 李邈（乾符年间）
- 路审中（881年，未任）
- 董昌（881年—886年）
- 裴觉（光启年间，未任）
- 钱镠（887年—907年）
- 李承嗣（897年，遥领）
- 柳德义
- 裴有敞
- 韦敻
- 卢泾

吴越杭州刺史（常为国主兼任）
- 钱镠（907年—928年）
- 钱传瓘（923年—927年，留后）
- 钱传瓘（928年—941年）
- 錢弘佐（941年—947年）
- 錢弘倧（947年）
- 錢弘俶（后名钱俶，947年—969年）
- 钱惟濬（960年—962年，副大使）
- 钱惟濬（969年—978年）

北宋知杭州
- 范旻（978年—979年）
- 李继凝（979年—980年）
- 李昌言
- 翟守素
- 刘知信（989年—992年）
- 王化基（993年）
- 魏羽（995年）
- 张去华（997年—999年）
- 张詠（999年—1001年）
- 宋太初（1002年）
- 王仲华（1002年—1003年）
- 薛映（1003年—1007年）
- 王济（1007年—1010年）
- 戚纶（1010年—1014年）
- 薛颜（1014年—1015年）
- 马亮（1016年—1018年）
- 王钦若（1019年—1020年）
- 王随（1020年—1022年）
- 李及（1022年—1023年）
- 周起（1023年—1026年）
- 马亮（1026年）
- 胡则（1026年—1027年）
- 李谘（1028年—1029年）
- 朱巽（1029年—1030年）
- 陈从易（1030年—1031年）
- 张观（1031年—1032年）
- 胡则（1033年—1034年）
- 郑向（1034年—1036年）
- 俞献卿（1036年—1037年）
- 柳植（1038年—1039年）
- 司马池（1039年—1040年）
- 张若谷（1040年—1041年）
- 郑戬（1041年—1042年）
- 蒋堂（1042年—1043年）
- 杨偕（1043年—1045年）
- 方偕（1045年—1047年）
- 蒋堂（1047年—1048年）
- 范仲淹（1049年—1050年）
- 张方平（1050年—1051年）
- 吕溱（1051年）
- 李兑（1053年—1054年）
- 孙沔（1055年—1056年）
- 何中立（1056年—1057年）
- 梅挚（1057年—1058年）
- 唐询（1058年—1060年）
- 施昌言（1060年—1062年）
- 沈遘（1062年—1063年）
- 王琪（1064年—1065年）
- 蔡襄（1065年—1066年）
- 胡宿（1066年—1067年）
- 吕溱（1067年）
- 祖无择（1067年）
- 郑獬（1069年—1070年）
- 赵抃（1070年）
- 沈立（1070年—1072年）
- 陈襄（1072年—1074年）
- 杨绘（1074年）
- 沈起（1074年）
- 苏颂（1076年）
- 赵抃（1077年—1079年）
- 邓润甫（1079年—1081年）
- 张诜（1081年—1085年）
- 蒲宗孟（1085年—1087年）
- 杨绘（1087年—1088年）
- 熊本（1088年—1089年）
- 苏轼（1089年—1091年）
- 林希（1091年—1092年）
- 王存（1092年—1094年）
- 陈轩（1094年—1096年）
- 韩宗道（1096年—1097年）
- 李琮（1097年—1098年）
- 林希（1098年—1099年）
- 丰稷（1099年—1100年）
- 吕惠卿（1100年—1101年）
- 龚原（1101年）
- 陈轩（1101年—1102年）
- 邹浩（1102年）
- 吕惠卿（1102年）
- 蒋之奇（1102年）
- 宇文昌龄（1103年—1105年）
- 王宁（1105年）
- 曾孝广（1105年）
- 吕惠卿（1106年—1107年）
- 曾孝蕴（1107年）
- 朱彦（1107年—1108年）
- 王涣之（1108年）
- 席震（1109年）
- 蔡薿（1109年）
- 张商英（1109年—1110年）
- 刘逵（1110年）
- 张阁（1110年）
- 庞寅孙（1111年—1113年）
- 董正封（1114年）
- 李偃（1115年）
- 徐铸
- 赵㠓（1116年—1119年）
- 赵霆（1119年—1120年）
- 曾孝蕴（1120年—1121年）
- 蔡薿（1121年—1122年）
- 翁彦国（1122年—1125年）
- 唐恪（1125年—1126年）
- 翁彦国（1126年）
- 毛友（1126年）
- 叶梦得（1126年—1127年）